# Alan Stacey
Alan Stacey, britanski dirkač Formule 1, * 29. avgust 1933, Broomfield, Essex, Anglija, Združeno kraljestvo, † 19. junij 1960, Spa, Belgija.
Alan Stacey je pokojni britanski dirkač Formule 1. Debitiral je v sezoni 1958 na domači dirki za Veliko nagrado Velike Britanije, kjer je odstopil. Na dirki za Veliko nagrado Velike Britanije v naslednji sezoni 1959 pa je dosegel osmo mesto, kar je njegov najboljši rezultat v karieri. Na peti dirki sezoni 1960 za Veliko nagrado Belgije se je smrtno ponesrečil v nesreči, ki jo je povzročil ptič, ko je priletel Staceyju, ki je dirkal le z usnjeno čelado, v glavo.

## Popolni rezultati Formule 1
(legenda) (odebeljene dirke pomenijo najboljši štartni položaj, poševne pa najhitrejši krog, †-uvrščen kljub odstopu)
| Leto | Moštvo     | Šasija   | Motor             | 1       | 2       | 3   | 4       | 5       | 6   | 7      | 8   | 9       | 10  | 11  | Prv | Toč |
| ---- | ---------- | -------- | ----------------- | ------- | ------- | --- | ------- | ------- | --- | ------ | --- | ------- | --- | --- | --- | --- |
| 1958 | Team Lotus | Lotus 16 | Climax Straight-4 | ARG     | MON     | NIZ | 500     | BEL     | FRA | VB Ret | NEM | POR     | ITA | MAR | -   | 0   |
| 1959 | Team Lotus | Lotus 16 | Climax Straight-4 | MON     | 500     | NIZ | FRA     | VB 8    | NEM | POR    | ITA | ZDA Ret |     |     | -   | 0   |
| 1960 | Team Lotus | Lotus 16 | Climax Straight-4 | ARG Ret |         |     |         |         |     |        |     |         |     |     | -   | 0   |
| 1960 | Team Lotus | Lotus 18 | Climax Straight-4 |         | MON Ret | 500 | NIZ Ret | BEL Ret | FRA | VB     | POR | ITA     | ZDA |     | -   | 0   |